# Sandrinha (cantora)
Sandra Dias da Silva Silveira (Machado, 23 de abril de 1975), mais conhecida como Sandrinha é uma cantora brasileira de música cristã contemporânea. O álbum Minhas Canções na Voz de Sandrinha foi produzido por Paulo César Baruk.

## Discografia
| Ano  | Título                                                             |
| ---- | ------------------------------------------------------------------ |
| 1981 | Crescendo com Cristo                                               |
| 1982 | Conselho aos Pais                                                  |
| 1984 | Vai Balançar                                                       |
| 1986 | Tudo é Alegria                                                     |
| 1987 | Poder Para Vencer                                                  |
| 1989 | Vamos Todos Amar                                                   |
| 1989 | Sandrinha e a Garotada vol. 1                                      |
| 1991 | Sandrinha e sua Mãe Juntas - Notícia do Arrebatamento              |
| 1992 | 10 Anos de Louvor                                                  |
| 1994 | Sandrinha e a Garotada vol. 2 - Vaca Voadora                       |
| 1995 | Bate Coração                                                       |
| 1997 | Ágape (Relançamento - Vamos Todos Amar) e Notícia do Arrebatamento |
| 1998 | Muito Mais                                                         |
| 1999 | Sandrinha e a Garotada vol. 3                                      |
| 2001 | As Melhores de Sandrinha                                           |
| 2002 | A Vitória                                                          |
| 2004 | Ontem e Hoje                                                       |
| 2004 | Sandrinha e a Garotada vol. 4                                      |
| 2005 | Sandrinha e a Garotada - As Dez Melhores                           |
| 2005 | Entrega                                                            |
| 2008 | Pra Ficar na História                                              |
| 2008 | Sandrinha e a Garotada vol. 5                                      |
| 2012 | Minhas Canções na voz de Sandrinha                                 |
| 2012 | Sandrinha e a Garotada vol. 6                                      |
| 2018 | Perto de Ti                                                        |

## Premiações
Discos de Ouro
- 1995 - Bate Coração + 300.000
- 2005 - Entrega + 50.000
- 2013 - Minhas Canções + 40.000